# Carsette
Carsette (in croato Kršete) è un insediamento istriano nel comune di Buie.

## Storia
L'insediamento nacque tra il XVI e XVII secolo, creato da famiglie contadine provenienti dai Balcani, dalla Dalmazia e dal Triveneto. Successivamente divenne prima parte della Repubblica di Venezia, poi parte del dominio asburgico. Nel 1805 durante la dominazione francese, Napoleone prese il diretto controllo delle province illiriche. Dopo la caduta di Napoleone nel 1813 tutta l'Istria, fu nuovamente sotto un'unica bandiera, diventando parte integrante dell'impero asburgico. Dopo il Trattato di Rapallo Carsette divenne parte dell'Italia. Negli anni successivi alla seconda guerra mondiale l'insediamento fu parte del Territorio Libero di Trieste e poi passò sotto il dominio della Jugoslavia, con l'esodo di buona parte della popolazione. Dopo la dissoluzione della Jugoslavia il paese passò sotto il controllo della Croazia, della quale fa parte tuttora.

## Società

### Evoluzione demografica
| Evoluzione demografica | Evoluzione demografica | Evoluzione demografica | Evoluzione demografica | Evoluzione demografica | Evoluzione demografica | Evoluzione demografica | Evoluzione demografica | Evoluzione demografica | Evoluzione demografica | Evoluzione demografica | Evoluzione demografica | Evoluzione demografica | Evoluzione demografica | Evoluzione demografica | Evoluzione demografica |
| ---------------------- | ---------------------- | ---------------------- | ---------------------- | ---------------------- | ---------------------- | ---------------------- | ---------------------- | ---------------------- | ---------------------- | ---------------------- | ---------------------- | ---------------------- | ---------------------- | ---------------------- | ---------------------- |
| 1857                   | 1869                   | 1880                   | 1890                   | 1900                   | 1910                   | 1921                   | 1931                   | 1948                   | 1953                   | 1961                   | 1971                   | 1981                   | 1991                   | 2001                   | 2011                   |
| 246                    | 261                    | 177                    | 186                    | 268                    | 272                    | 500                    | 560                    | 268                    | 184                    | 185                    | 144                    | 141                    | 143                    | 136                    | 125                    |

Il censimento austriaco del 1910 registrava nel comune catastale di Carsette (comprendente anche le località vicine) 444 abitanti, per il 96% italiani.